# La Talleda
La Talleda és una masia de Sant Hilari Sacalm (Selva) inclosa a l'Inventari del Patrimoni Arquitectònic de Catalunya.
Masia aïlalda situada als afores del nucli urbà de Sant Hilari Sacalm.
L'edifici, de planta baixa, pis i golfes, està cobert per una teulada a doble vessant, desaiguada als laterals.
A la façana principal, a la planta baixa trobem la porta d'entrada principal, en arc de mig punt format per dovelles a la clau del qual hi ha una mena d'escut amb la inscripció "IOA TAY EDA 1582". La porta té carreus als brancals. Al costat esquerre hi ha una finestra amb brancals, llinda i ampit de pedra. Al costat dret hi ha una petita obertura quadrangular.
Al pis, sobre la porta d'entrada, un balcó amb llinda monolítica, brancals de carreus de pedra i barana de fusta. A dreta i esquerra, dues finestres amb brancals, llinda i ampit de pedra.
A les golfes, una petita obertura al centre, en l'eix de la porta d'entrada i el balcó, en arc conopial amb una creu incisa.
Els murs són de maçoneria.
Adossat al costat dret hi ha un porxo.
Al costat esquerre, adossat, hi ha una capella dedicada a la Mare de Déu dels Dolors. La porta d'entrada té llinda monolítica i brancals de carreus de pedra. Sobre la porta hi ha un ull de bou. La campana de la capella s'ubica en una estructura de ferro forjat en arc de mig punt decorada amb arabescs, i coronada per una creu.
Al voltant de la casa hi ha diverses edificacions abans de treball (la pallisa, per exemple, s'ha adequat com a habitatge).

## Història
La Talleda o Taieda ja apareix esmentada en la dotació de l'església el 1199 i en el fogatge del 1553. La construcció actual, com indica la inscripció a l'arc de la porta d'entrada, és del 1582.
La capella de la Verge dels Dolors és del segle xviii. Es donà el permís per construir-la el 23 de maig del 1776.